# Bạc sulfide
Bạc sulfide (Ag2S) là sulfide của bạc. Nó được dùng làm chất cảm quang trong nhiếp ảnh.

## Tính chất
Là chất rắn màu đen dày đặc, được hình thành theo thời gian trên đồ bạc và các vật bạc khác, bạc sulfide không hòa tan trong tất cả các dung môi, nhưng bị phân hủy bởi axit mạnh. Bạc sulfide là một mạng lưới vững chắc được làm bằng bạc (độ âm điện 1,98) và lưu huỳnh (độ âm điện 2,58), trong đó các liên kết có tính chất ion thấp (khoảng 10%).

## Sự thật thú vị
- Nó là một thành phần của phân tích vô cơ chất lượng cổ điển.[8]
- Khi hình thành trên các tiếp điểm điện hoạt động trong bầu khí quyển giàu hydro sulfide, các sợi dài có thể được gọi là râu bạc có thể hình thành.
- Khi phá các rương kho báu gỗ trên những con thuyền lớn bị chìm có thể cung cấp sulfide cần thiết để tạo ra khí hydro sulfide.
- Khi kết hợp với bạc, khí hydro sulfide tạo ra một lớp bạc sulfide patina màu đen trên bạc, để bảo vệ lớp bạc bên trong.[9]

## Cấu trúc
Có ba dạng: acanthit monoclinic (dạng β), ổn định dưới 179 °C, khối trung tâm tinh thể được gọi là argentit (dạng α), ổn định trên 180 °C, và dạng khối trung tâm nhiệt độ cao (dạng γ), ổn định trên 586 °C. Các dạng tồn tại ở nhiệt độ cao hơn là các dây dẫn điện.
Nó được tìm thấy trong tự nhiên như khoáng chất acanthit ở nhiệt độ tương đối thấp. Acanthit là một quặng sắt quan trọng. Ở dạng acanthit, monoclinic, có hai nguyên tử bạc khác biệt liên kết với hai và ba nguyên tử lưu huỳnh lân cận. Tên agentit đề cập đến hình khối, do sự bất ổn ở nhiệt độ "bình thường", được tìm thấy dưới hình thức giả hình acanthit sau agentit.